# Julija Skokowa
Julija Igorjewna Skokowa (ros. Юлия Игоревна Скокова; ur. 1 grudnia 1982 w Jekaterynburgu) – rosyjska łyżwiarka szybka, brązowa medalistka igrzysk olimpijskich i mistrzostw świata.

## Kariera
Największy sukces w karierze Julija Skokowa osiągnęła w 2014 roku, kiedy wspólnie z Olgą Graf, Jekatieriną Łobyszewą i Jekatieriną Szychową zdobyła brązowy medal w biegu drużynowym podczas igrzysk olimpijskich w Soczi. W startach indywidualnych była między innymi piąta w biegu na 1500 m i ósma na dwukrotnie dłuższym dystansie. W tym samym roku była też czwarta na wielobojowych mistrzostwach świata w Heerenveen, przegrywając walkę o medal z Yvonne Nautą z Holandii. Wspólnie z koleżankami z reprezentacji czwarte miejsce zajęła również w biegu drużynowym podczas dystansowych mistrzostw świata w Heerenveen w 2012 roku. Kilkakrotnie stawała na podium zawodów Pucharu Świata, odnosząc przy tym jedno zwycięstwo drużynowe. Najlepsze wyniki osiągnęła w sezonach sezonie 2013/2014, kiedy była czwarta w klasyfikacji końcowej 1500 m. Zdobyła też złoty medal na 1000 m i brązowy w drużynie podczas Zimowej Uniwersjady w 2007 roku.